# Duszniki
Duszniki [pronunciación en polaco: /duʂˈniki/] es un pueblo en el distrito administrativo de Gmina Warta, dentro del condado de Sieradz, Voivodato de Łódź, en el centro de Polonia. Se encuentra a unos 2 kilómetros al sur de Warta, 13 kilómetros al noroeste de Sieradz, y 59 kilómetros al oeste de la capital regional Łódź.
El pueblo tiene una población de 300 habitantes.